# Robert Coote
Robert Coote (* 4. Februar 1909 in London; † 26. November 1982 in New York) war ein britischer Schauspieler.

## Leben
Robert Coote stand ab dem Alter von 16 Jahren auf Theaterbühnen in England, Südafrika und Australien. Sein Kinodebüt machte er 1931 in dem britischen Film Sally in Our Alley an der Seite von Gracie Fields. Ende der 1930er Jahre drehte er erstmals in Hollywood und erhielt auch dort bald weitere Kinorollen. Im amerikanischen Kino spielte er fortan in vielen Filmen diverse Nebenrollen, wobei er sich vor allem auf die Darstellung klischeehaft britischer, manchmal etwas steifer Charaktere spezialisierte – oft als Aristokrat, Militäroffizier oder erfolgloser und ungeschickter Verehrer der Hauptdarstellerin. Während des Zweiten Weltkrieges unterbrach Coote seine Schauspielkarriere, um in der kanadischen Luftwaffe zu dienen.
Eine seiner ersten Rollen nach Kriegsende hatte Coote 1946 in dem britischen Powell-und-Pressburger-Filmklassiker Irrtum im Jenseits als der bei einem Flugzeugabsturz verstorbene Co-Pilot und Freund von David Nivens Hauptfigur. Vom britischen Film kehrte er allerdings bald wieder zur Filmindustrie in Hollywood zurück, wo er als verängstigter Häusermakler in Ein Gespenst auf Freiersfüßen (1947) neben Gene Tierney und Rex Harrison sowie als Aramis in dem Abenteuerfilm Die drei Musketiere (1948) an der Seite von Gene Kelly und Lana Turner auftrat. 1952 verkörperte er den Roderigo in Orson Welles’ Filmadaption von Othello. 
1956 erhielt Coote am Broadway die Rolle des Colonel Pickering in der Erstproduktion des Hit-Musicals My Fair Lady, diese Rolle war einer seiner größten Erfolge. Die Figur sollte er gegen Ende der 1970er Jahre auch nochmals in einem Revival von My Fair Lady am Broadway spielen.
Ab den 1950er-Jahren stand Coote auch für verschiedene Fernsehproduktionen vor der Kamera. 1965 wurde er für seine Hauptrolle als Timmy St. Clair in der Fernsehserie Gauner gegen Gauner für einen Emmy nominiert. Seine letzte Rolle in einem Kinofilm spielte Coote 1973 neben Vincent Price in dem Horrorfilm Theater des Grauens. Er blieb allerdings bis kurz vor sein Lebensende bei Theater und Fernsehen aktiv, so spielte er 1981 in 14 Folgen der Krimiserie Nero Wolfe an der Seite von William Conrad. 
Der unverheiratete Coote starb im November 1982 im Alter von 73 Jahren im Schlaf, als er sich im New York Athletic Club aufhielt.

## Filmografie (Auswahl)
- 1931: Sally in Our Alley
- 1937: The Thirteenth Chair
- 1938: Der Lausbub aus Amerika (A Yank at Oxford)
- 1939: Mr. Moto und die Flotte (Mr. Moto’s Last Warning)
- 1939: Nurse Edith Cavell
- 1940: Vigil in the Night
- 1942: Commandos Strike at Dawn
- 1946: Im Geheimdienst (Cloak and Dagger)
- 1946: Irrtum im Jenseits (A Matter of Life and Death)
- 1947: Angelockt (Lured)
- 1947: Ein Gespenst auf Freiersfüßen (The Ghost and Mrs. Muir)
- 1947: Amber, die große Kurtisane (Forever Amber)
- 1947: Der Verbannte (The Exile)
- 1948: Berlin-Express (Berlin Express)
- 1948: Die drei Musketiere (The Three Musketeers)
- 1949: Schicksal in Wien (The Red Danube)
- 1950: Das dunkelrote Siegel (The Elusive Pimpernel)
- 1951: Das Glück kam über Nacht (The Lavender Hill Mob)
- 1951: Drei auf Abenteuer (Soldiers Three)
- 1952: Die lustige Witwe (The Merry Widow)
- 1952: Scaramouche, der galante Marquis (Scaramouche)
- 1952: Im Schatten der Krone (The Prisoner of Zenda)
- 1952: Orson Welles’ Othello (The Tragedy of Othello: The Moor of Venice)
- 1956: Der Schwan (The Swan)
- 1958: König der Spaßmacher (Merry Andrew)
- 1958: Des Pudels Kern (The Horse’s Mouth)
- 1960: Die Herren Einbrecher geben sich die Ehre (The League of Gentlemen)
- 1963: Hotel International (The V.I.P.s)
- 1964–1965: Gauner gegen Gauner (The Rogues) (Fernsehserie, 30 Folgen)
- 1966: Willkommen, Mister B. (A Man Could Get Killed)
- 1968: Die Pille war an allem schuld (Prudence and the Pill)
- 1972: Kommandosache 'Nackter Po' (Up the Front)
- 1973: Theater des Grauens (Theatre of Blood)
- 1981: Nero Wolfe (Fernsehserie, 14 Folgen)